# Hellen Murshali
Hellen Murshali là một chính trị gia người Nam Sudan. Tính đến năm 2011, cô là Bộ trưởng Bộ phúc lợi xã hội của Trung Equatoria.